# Халазогамія
Халазогамія — базигамія, вростання пилкової трубки в насінний зачаток не через пилковхід (мікропіле), а через тканини її базальну частину — халазу, після чого пилкова трубка зазвичай росте в нуцелусі і вростає в зародковий мішок в мікропілярній частині насінного зачатку, поблизу яйцеклітини. Халазогамія була вперше описана голландським вченим М. Трейбом у каузарини в 1891 році, в берези, ліщини, вільхи вченим С. Г. Навашиним (1895, 1899), а потім рядом дослідників в інших рослин.